# Okinoshima
Okinoshima (jap. 隠岐の島町 Okinoshima-chō) – miasto w Japonii, na wyspie Dōgojima, w prefekturze Shimane. Według danych na rok 2020 miejscowość zamieszkiwało 2 788 mieszkańców , a gęstość zaludnienia wyniosła 55,3 os./km².